# Indische Cricket-Nationalmannschaft in Australien in der Saison 2015/16
Die Spielserie des indischen Cricket-Nationalmannschaft in Australien in der Saison 2015/16 fand vom 9. bis zum 31. Januar 2016 statt. Die internationale Cricket-Tour war Teil der Internationalen Cricket-Saison 2015/16 und umfasst fünf ODIs und drei Twenty20s. Die ODI-Serie wurde von Australien mit 4-1 gewonnen, während Indien die Twenty20-Serie 3-0 gewann.

## Vorgeschichte
Australien spielte zuvor eine Tour gegen die West Indies. Indien spielte zuletzt gegen Südafrika und sollte anschließend eine Tour gegen Indien absolvieren. Da die indische Regierung jedoch keine Zustimmung zu einer Tour gegen Pakistan außerhalb Indiens gab und Pakistan auf sein Heimrecht bzw. auf einen neutralen Austragungsort pochte, kam diese nicht zu Stande. Diese Tour dient als Vorbereitung zum ICC World Twenty20 2016 und ist die Fortsetzung der Tour im Vorjahr, wo nur Test-Spiele abgehalten wurden.

## Stadien
Die folgenden Stadien wurden für die Tour als Austragungsort vorgesehen und am 9. Juli 2015 bekanntgegeben.
| Stadion   | Stadt                    | Kapazität | Spiele         |
| --------- | ------------------------ | --------- | -------------- |
| Adelaide  | Adelaide Oval            | 53.583    | 1. T20         |
| Brisbane  | The Gabba                | 42.000    | 2. ODI         |
| Canberra  | Manuka Oval              | 12.000    | 4. ODI         |
| Melbourne | Melbourne Cricket Ground | 100.024   | 3. ODI; 2. T20 |
| Perth     | WACA Ground              | 20.000    | 1. ODI         |
| Sydney    | Sydney Cricket Ground    | 48.000    | 5. ODI; 3. T20 |

## Kaderlisten
Indien benannte seine Kader am 19. Dezember 2015.
Australien benannte seinen ODI-Kader am 3. Januar und seinen Twenty20-Kader am 17. Januar 2016.
| ODI | ODI | Twenty20 | Twenty20 |
| Australien | Indien | Australien | Indien |
| --- | --- | --- | --- |
| - Steve Smith (K) - David Warner (VK) - George Bailey - Scott Boland - James Faulkner - Aaron Finch - John Hastings - Josh Hazlewood - Usman Khawaja - Nathan Lyon - Mitchell Marsh - Shaun Marsh - Glenn Maxwell - Joel Paris - Kane Richardson - Matthew Wade (wk) | - MS Dhoni (K, wk) - Virat Kohli (VK) - Ravichandran Ashwin - Jasprit Bumrah - Rishi Dhawan - Shikhar Dhawan - Ravindra Jadeja - Manish Pandey - Axar Patel - Ajinkya Rahane - Mohammed Shami - Ishant Sharma - Rohit Sharma - Gurkeerat Singh - Barinder Sran - Umesh Yadav - Bhuvneshwar Kumar | - Aaron Finch (K) - Shane Watson (VK) - Cameron Bancroft (wk) - Scott Boland - Cameron Boyce - James Faulkner - John Hastings - Travis Head - Chris Lynn - Nathan Lyon - Shaun Marsh - Glenn Maxwell - Kane Richardson - Steve Smith - Shaun Tait - Andrew Tye - Matthew Wade (wk) - David Warner | - MS Dhoni (K, wk) - Virat Kohli (VK) - Ravichandran Ashwin - Jasprit Bumrah - Rishi Dhawan - Shikhar Dhawan - Ravindra Jadeja - Bhuvneshwar Kumar - Ashish Nehra - Hardik Pandya - Suresh Raina - Ajinkya Rahane - Mohammed Shami - Rohit Sharma - Gurkeerat Singh - Harbhajan Singh - Yuvraj Singh - Umesh Yadav |

## Tour Matches
| 8. Januar Scorecard | Perth | Indians 192-4 (20)          | – | Western Australian XI 118-6 (20) |
|                     |       | Indians gewinnt mit 74 Runs |   |                                  |

| 9. Januar Scorecard | Perth | Indians 249 (49.1)          | – | Western Australian XI 185 (49.2) |
|                     |       | Indians gewinnt mit 64 Runs |   |                                  |

## One-Day Internationals

### Erstes ODI in Perth
| 12. Januar Scorecard | Perth | Indien 309-3 (50)                | – | Australien 310-5 (49.2) |
|                      |       | Australien gewinnt mit 5 Wickets |   |                         |

Indien gewann den Münzwurf und entschied sich als Schlagmannschaft zu beginnen. Als Spieler des Spiels wurde Steve Smith ausgezeichnet.

### Zweites ODI in Brisbane
| 15. Januar Scorecard | Brisbane | Indien 308-8 (50)                | – | Australien 309-3 (49.0) |
|                      |          | Australien gewinnt mit 7 Wickets |   |                         |

Indien gewann den Münzwurf und entschied sich als Schlagmannschaft zu beginnen. Als Spieler des Spiels wurde Rohit Sharma ausgezeichnet.

### Drittes ODI in Melbourne
| 17. Januar Scorecard | Melbourne | Indien 295-6 (50)                | – | Australien 296-7 (48.5) |
|                      |           | Australien gewinnt mit 3 Wickets |   |                         |

Australien gewann den Münzwurf und entschied sich als Feldmannschaft zu beginnen. Als Spieler des Spiels wurde Glenn Maxwell ausgezeichnet.

### Viertes ODI in Canberra
| 20. Januar Scorecard | Canberra | Australien 348-8 (50)          | – | Indien 323 (49.2) |
|                      |          | Australien gewinnt mit 25 Runs |   |                   |

Australien gewann den Münzwurf und entschied sich als Schlagmannschaft zu beginnen. Als Spieler des Spiels wurde Kane Richardson ausgezeichnet.

### Fünftes ODI in Sydney
| 23. Januar Scorecard | Sydney | Australien 330-7 (50)        | – | Indien 331-4 (49.4) |
|                      |        | Indien gewinnt mit 6 Wickets |   |                     |

Indien gewann den Münzwurf und entschied sich als Feldmannschaft zu beginnen. Als Spieler des Spiels wurde Manish Pandey ausgezeichnet.

## Twenty20 Internationals

### Erstes Twenty20 in Adelaide
| 26. Januar Scorecard | Adelaide | Indien 188-3 (20)          | – | Australien 151 (19.3) |
|                      |          | Indien gewinnt mit 37 Runs |   |                       |

Australien gewann den Münzwurf und entschied sich als Feldmannschaft zu beginnen. Als Spieler des Spiels wurde Virat Kohli ausgezeichnet.

### Zweites Twenty20 in Melbourne
| 29. Januar Scorecard | Melbourne | Indien 184-3 (20)          | – | Australien 157-8 (20) |
|                      |           | Indien gewinnt mit 27 Runs |   |                       |

Australien gewann den Münzwurf und entschied sich als Feldmannschaft zu beginnen. Als Spieler des Spiels wurde Virat Kohli ausgezeichnet.

### Drittes Twenty20 in Sydney
| 31. Januar Scorecard | Sydney | Australien 197-5 (20)        | – | Indien 200-3 (20) |
|                      |        | Indien gewinnt mit 7 Wickets |   |                   |

Australien gewann den Münzwurf und entschied sich als Schlagmannschaft zu beginnen. Als Spieler des Spiels wurde Shane Watson ausgezeichnet.

## Statistiken
Die folgenden Cricketstatistiken wurden bei dieser Tour erzielt.
| ODIs            | ODIs       | ODIs    | ODIs    | ODIs    | ODIs    | ODIs    | ODIs    | ODIs    |
| Batting         | Batting    | Batting | Batting | Batting | Batting | Batting | Batting | Batting |
| Spieler         | Mannschaft | Spiele  | Innings | Runs    | Average | HS      | 100s    | 50s     |
| --------------- | ---------- | ------- | ------- | ------- | ------- | ------- | ------- | ------- |
| Rohit Sharma    | Indien     | 5       | 5       | 441     | 110,25  | 171*    | 2       | 1       |
| Virat Kohli     | Indien     | 5       | 5       | 381     | 76,20   | 117     | 2       | 2       |
| Steven Smith    | Australien | 5       | 5       | 315     | 63,00   | 149     | 1       | 1       |
| Shikhar Dhawan  | Indien     | 5       | 5       | 287     | 57,40   | 126     | 1       | 2       |
| George Bailey   | Australien | 5       | 5       | 227     | 56,75   | 112     | 1       | 1       |
| Bowling         |            |         |         |         |         |         |         |         |
| Spieler         | Mannschaft | Spiele  | Overs   | Wickets | Average | BBI     | 5W      | 10W     |
| John Hastings   | Australien | 4       | 38      | 10      | 21,50   | 4/58    | 0       | 0       |
| Ishant Sharma   | Indien     | 4       | 40      | 9       | 27,77   | 4/77    | 0       | 0       |
| Umesh Yadav     | Indien     | 5       | 47.5    | 7       | 49,28   | 3/67    | 0       | 0       |
| Kane Richardson | Australien | 3       | 28      | 6       | 29,50   | 5/68    | 1       | 0       |
| James Faulkner  | Australien | 5       | 47      | 5       | 57,80   | 2/60    | 0       | 0       |

| Twenty20s           | Twenty20s  | Twenty20s | Twenty20s | Twenty20s | Twenty20s | Twenty20s | Twenty20s | Twenty20s |
| Batting             | Batting    | Batting   | Batting   | Batting   | Batting   | Batting   | Batting   | Batting   |
| Spieler             | Mannschaft | Spiele    | Innings   | Runs      | Average   | HS        | 100s      | 50s       |
| ------------------- | ---------- | --------- | --------- | --------- | --------- | --------- | --------- | --------- |
| Virat Kohli         | Indien     | 3         | 3         | 199       | 199,00    | 90*       | 0         | 3         |
| Shane Watson        | Australien | 3         | 3         | 151       | 75,50     | 124*      | 1         | 0         |
| Rohit Sharma        | Indien     | 3         | 3         | 143       | 47,66     | 60        | 0         | 2         |
| Aaron Finch         | Australien | 2         | 2         | 118       | 59,00     | 74        | 0         | 1         |
| Suresh Raina        | Indien     | 3         | 3         | 90        | 90,00     | 49*       | 0         | 0         |
| Bowling             |            |           |           |           |           |           |           |           |
| Spieler             | Mannschaft | Spiele    | Overs     | Wickets   | Average   | BBI       | 5W        | 10W       |
| Jasprit Bumrah      | Indien     | 3         | 11.3      | 6         | 17,16     | 3/23      | 0         | 0         |
| Ravindra Jadeja     | Indien     | 3         | 12        | 5         | 18,80     | 2/21      | 0         | 0         |
| Ravichandran Ashwin | Indien     | 3         | 12        | 4         | 22,75     | 2/28      | 0         | 0         |
| Shane Watson        | Australien | 3         | 11        | 3         | 23,66     | 2/24      | 0         | 0         |
| Hardik Pandya       | Indien     | 3         | 7         | 3         | 26,00     | 2/37      | 0         | 0         |

## Player of the Series
Als Player of the Series wurden die folgenden Spieler ausgezeichnet.
| Serie | Player of the Series |
| ----- | -------------------- |
| ODI   | Rohit Sharma         |
| T20   | Virat Kohli          |

### Player of the Match
Als Player of the Match wurden die folgenden Spieler ausgezeichnet.
| Spiel  | Player of the Match |
| ------ | ------------------- |
| 1. ODI | Steven Smith        |
| 2. ODI | Rohit Sharma        |
| 3. ODI | Glenn Maxwell       |
| 4. ODI | Kane Richardson     |
| 5. ODI | Manish Pandey       |
| 1. T20 | Virat Kohli         |
| 2. T20 | Virat Kohli         |
| 3. T20 | Shane Watson        |